# Купа на България по волейбол жени 2015/2016
Турнирът за Купата на България по волейбол жени за сезон 2015/2016 се провежда на 2 етапа:Първи-групова фаза в периода 4-6 март 2016 г. където взимат участие 8 отбора разделени във 2 групи от по 4 отбора.
Втори етап- елиминационна фаза от 6-7 май 2016 г.
Мачовете от първия етап се провеждат във спортна зала „Христо Ботев“.
А финалите в зала Младост (зала).

## Регламент
Във турнира вземат участие всички отбори от НВЛ-жени за сезон 2015/2016: ВК Левски София, ВК Раковски Димитровград, ВК Славия, ЙЕБ-Шумен 05, ВК ЦСКА София, ВК Марица (Пловдив), ВК Казанлък Волей, Бургас 2007.
Отборите са разпределени във 2 групи: Гупа А с отборите на ВК Левски София, Бургас 2007, ЙЕБ-Шумен 05, ВК Казанлък Волей
Група Б с отборите на ВК ЦСКА София, ВК Марица (Пловдив), ВК Раковски Димитровград, ВК Славия
Първите 2 отбора от всяка група се класират за полуфиналите.

### Група А
| Поз | Отбор             | М | П | З | СГ | ЗГ | ГС     | Т | Класиране в |
| --- | ----------------- | - | - | - | -- | -- | ------ | - | ----------- |
| 1   | ВК Левски София   | 3 | 3 | 0 | 9  | 2  | 4.5000 | 8 | Полуфинал   |
| 2   | Бургас 2007       | 3 | 2 | 1 | 6  | 5  | 1.2000 | 5 | Полуфинал   |
| 3   | ВК Казанлък Волей | 3 | 1 | 2 | 7  | 6  | 1.1667 | 5 | Отпада      |
| 4   | ЙЕБ-Шумен 05      | 3 | 0 | 3 | 0  | 9  | 0.0000 | 0 | Отпада      |

### Група Б
| Поз | Отбор                    | М | П | З | СГ | ЗГ | ГС     | Т | Класиране в |
| --- | ------------------------ | - | - | - | -- | -- | ------ | - | ----------- |
| 1   | ВК Марица (Пловдив)      | 3 | 3 | 0 | 9  | 0  |        | 9 | Полуфинал   |
| 2   | ВК ЦСКА София            | 3 | 2 | 1 | 6  | 3  | 2.0000 | 6 | Полуфинал   |
| 3   | ВК Славия                | 3 | 1 | 2 | 3  | 7  | 0.4286 | 3 | Отпада      |
| 4   | ВК Раковски Димитровград | 3 | 0 | 3 | 1  | 9  | 0.1111 | 0 | Отпада      |

### Финален етап
06-05-2016	14:00
| Домакин         | Резултат | Гост          |
| --------------- | -------- | ------------- |
| ВК Левски София | 3 – 0 *  | ВК ЦСКА София |

06-05-2016	16:30
| Домакин             | Резултат | Гост        |
| ------------------- | -------- | ----------- |
| ВК Марица (Пловдив) | 3-0 *    | Бургас 2007 |

07-05-2016	16:30
| Домакин             | Резултат | Гост            |
| ------------------- | -------- | --------------- |
| ВК Марица (Пловдив) | 1-3 *    | ВК Левски София |

| Шампион на Купа България 2015/16 |
| -------------------------------- |
| ВК Левски София 27-а купа        |